# Renée Victor
Renée Victor (San Antonio (Texas), 25 juli 1938 – Sherman Oaks (Californië), 30 mei 2025) was een Amerikaanse actrice en choreografe.
Victor begon in 1985 met acteren in de televisieserie Scarecrow and Mrs. King, waarna zij nog meerdere rollen speelde in televisieseries en films. In de televisieserie Weeds vertolkte ze de rol van Lupita.
Victor was naast actrice ook actief als choreografe. 
VIctor overleed op 30 mei 2025 aan de gevolgen van lymfeklierkanker.

## Filmografie

### Films
Uitgezonderd korte films.
- 2021 Welcome to Our World - als Connie
- 2020 In Other Words - als Regina Aragon
- 2018 The Green Ghost – als Nana
- 2018 Superfly – als Esmeralda Gonzalez
- 2017 Coco – als Abuelita (stem)
- 2014 Paranormal Activity: The Marked Ones – als Irma Arista
- 2011 Wake – als mama Chelo
- 2010 Boyle Heights – als Gloria
- 2009 Stuntmen – als Juanita Villareal
- 2009 Confessions of a Shopaholic – als tas vrouw
- 2008 Moe – als moeder
- 2006 Hollywood Familia – als Mommee
- 2006 All You've Got – als oma Rosa
- 2006 Hot Tamale – als mama
- 2005 Island Prey – als Yolanda
- 2004 Prospect – als Abuela
- 2002 Assassination Tango – als Stella
- 2002 Never Trust a Serial Killer – als Lupe
- 1999 My Brother the Pig – als oma Berta
- 1998 The Wonderful Ice Cream Suit – als oma
- 1998 The Prophecy II – als moeder
- 1997 The Apostle – als Latijnse vertaalster
- 1995 Steal Big Steal Little – als vrouw van Ranchhand
- 1991 The Doctor – als Lucy
- 1988 Salsa – als tante

### Televisieseries
Uitgezonderd eenmalige gastrollen.
- 2023 A Million Little Things - als Inez - 2 afl.
- 2020-2022 Dead to Me - als Flo Gutierrez - 3 afl.
- 2022 Mayans M.C. - als zuster Teresa - 3 afl.
- 2022 Undone - als Abuelita Fabiola - 2 afl.
- 2021 With Love (Amerikaanse televisieserie) - als Marta Delgado - 3 afl.
- 2020-2021 Victor & Valentino - als Dolores Del Rey - 2 afl.
- 2020-2021 Snowpiercer - als Mama Grandé - 11 afl.
- 2020 All Rise - als Lupita - 2 afl.
- 2020 Dead to Me - als Flo Gutierrez - 2 afl.
- 2018-2019 Vida – als Doña Tita – 4 afl.
- 2017 The Super Man – als oma van Anita – 5 afl.
- 2014 Witches of East End – als Alma – 2 afl.
- 2005-2012 Weeds – als Lupita – 22 afl.
- 2008-2009 House of Payne – als Consuela Hernandez – 5 afl.
- 2004 ER – als Florina Lopez – 6 afl.
- 1996 The Parent' Hood – als schoolhoofd – 2 afl.
- 1985 Hotel – als kamermeisje – 2 afl.

- Library of Congress Control Number: no2018025791
- MusicBrainz: 01a781e0-8e07-4f21-99e9-0fc552ff0b64
- Virtual International Authority File: 2483152025922403600002
- WorldCat: E39PBJmdy9tJKRTDfPJ38FfjG3